# Série 81-717/714

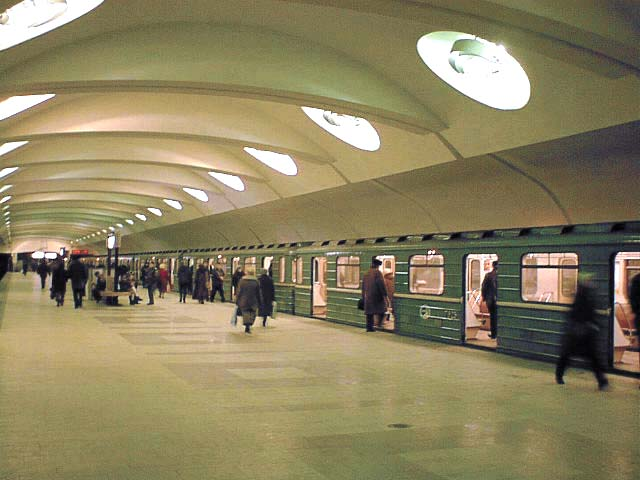
Rame de la série 81-717/714 à la station Altoufievo du métro de Moscou en 2000.

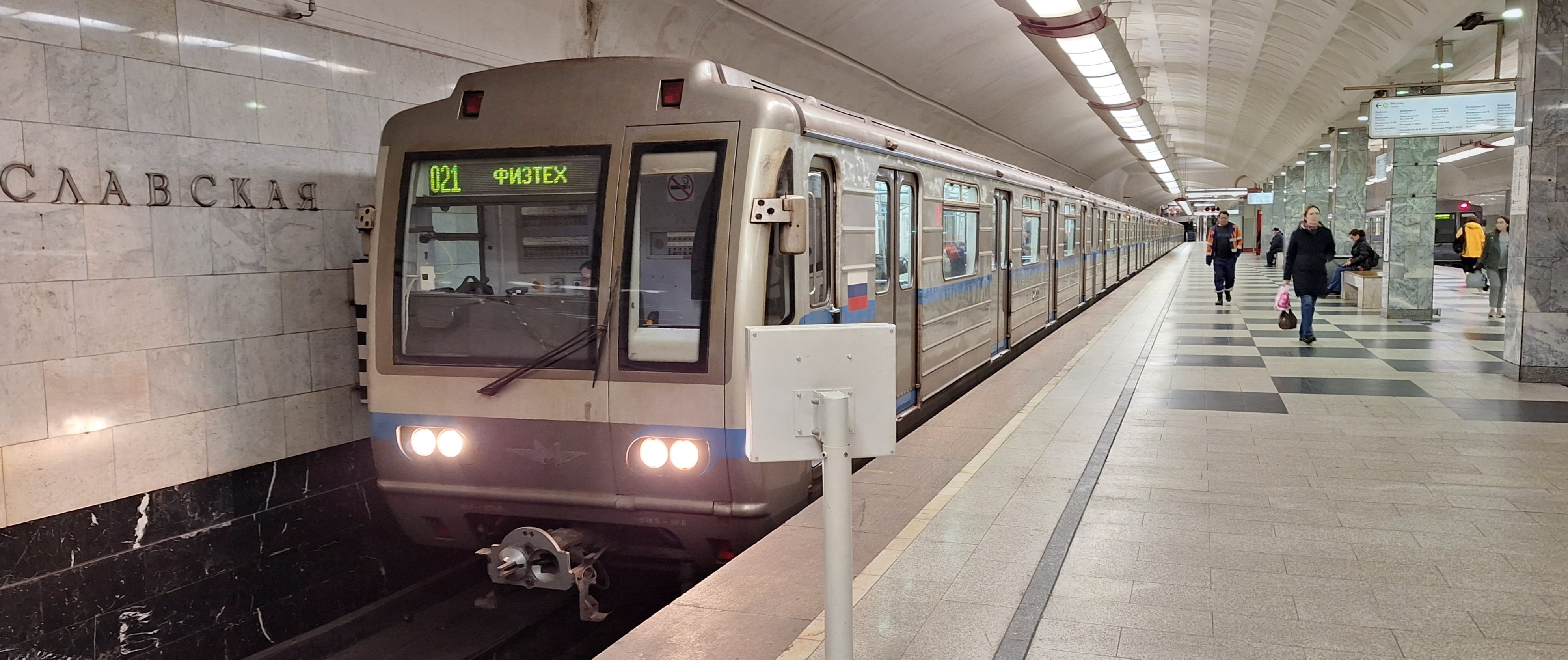
81-717.6.

La série 81 717/714 sont des rames de métro construites par la société Metrowagonmash pour plusieurs réseaux de l'Union Soviétique, telles que Moscou, Kharkiv, Kiev,  Bakou,  Tbilissi et  Tachkent et aussi en Europe de l'Est Budapest (ligne 3), Varsovie (ligne 1).

## Propriétés
Les 81 717/714 sont en service depuis 1977 et ont une vitesse maximale de 90 km/h. Chaque voiture mesure 19,206 m de long, pour 2,67 m de large et 3,65 de haut. Selon les réseaux sur lesquels elles circulent, ces rames existent en deux écartements : 1520 mm (ex-URSS) et 1435 mm (Europe de l'Est).

## Sur le réseau moscovite
Aujourd'hui, les rames 81 717/714 circulent sur les lignes 1, 2, 6, 7, 9, 11 et 12. Depuis 2012 les rames moscovites sont en cours de réforme et remplacées par des rames plus modernes. Elles le sont également sur le métros de Budapest (ligne 3), Varsovie (ligne 1), Kharkiv, Kiev, Bakou, Tbilissi et Tachkent. Elles remplacent des rames plus anciennes nommées "E". Dans ces métros ainsi, les rames 81 717/714 sont progressivement remplacés par des rames plus modernes.